# Олена Степова
Степова Олена (нар. 10 квітня 1971, Довжанськ, УРСР) — український блогер та письменниця з Донбасу.

## Життєпис
Народилася в Довжанську (Свердловськ) Луганської області. Мати працювала продавчинею в магазині, нині — пенсіонерка. Батько живе біля Воронежу в Росії. Після 43 років він написав доньці: «Тримайся, ми збираємо гроші, озброюємо наших хлопців. Скоро ви будете в Росії. Ми вб'ємо всіх бандерівців». Після цього Олена видалила сторінку в соцмережі і припинила контакти.
Працювала підприємицею, 2000 року приєдналася до правозахисної діяльності. Належала до Народного Руху. З початку війни на Донбасі пише про неї в блозі.
Прізвище Степова взяла в квітні, коли місцева влада почала її переслідувати. Під час АТО переїхала з дітьми в село неподалік Переяслава на Київщині до друзів.
Пише на тему війни на Донбасі, як все починалося, що відбувається на окупованих територіях. В грудні на основі блогу видала книгу «Все буде Україна». Поміж іншого, Олена називає Ірину Фаріон як одну з тих, хто налаштували проти України людей Донбасу.

## Книги
- «Все будет Украина!» К.: ДУХ І ЛІТЕРА. — 2014. — 216 с. — ISBN 978-966-378-373-4
- «Світло Рідного Дому». Олена Степова, Дзвінка Торохтушко — 2016